# Oecophylla

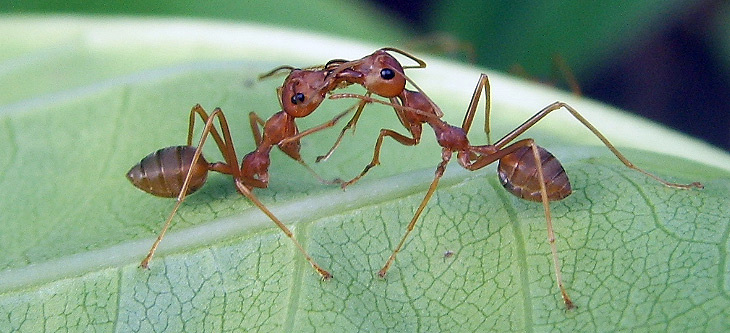
Обмен жидкой пищей (трофаллаксис) двух азиатских муравьёв-портных

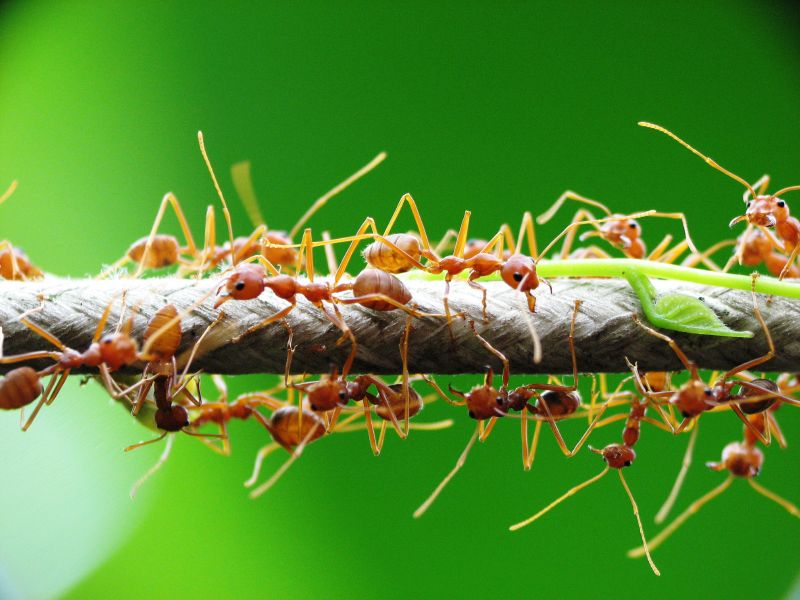
Азиатский муравей-портной

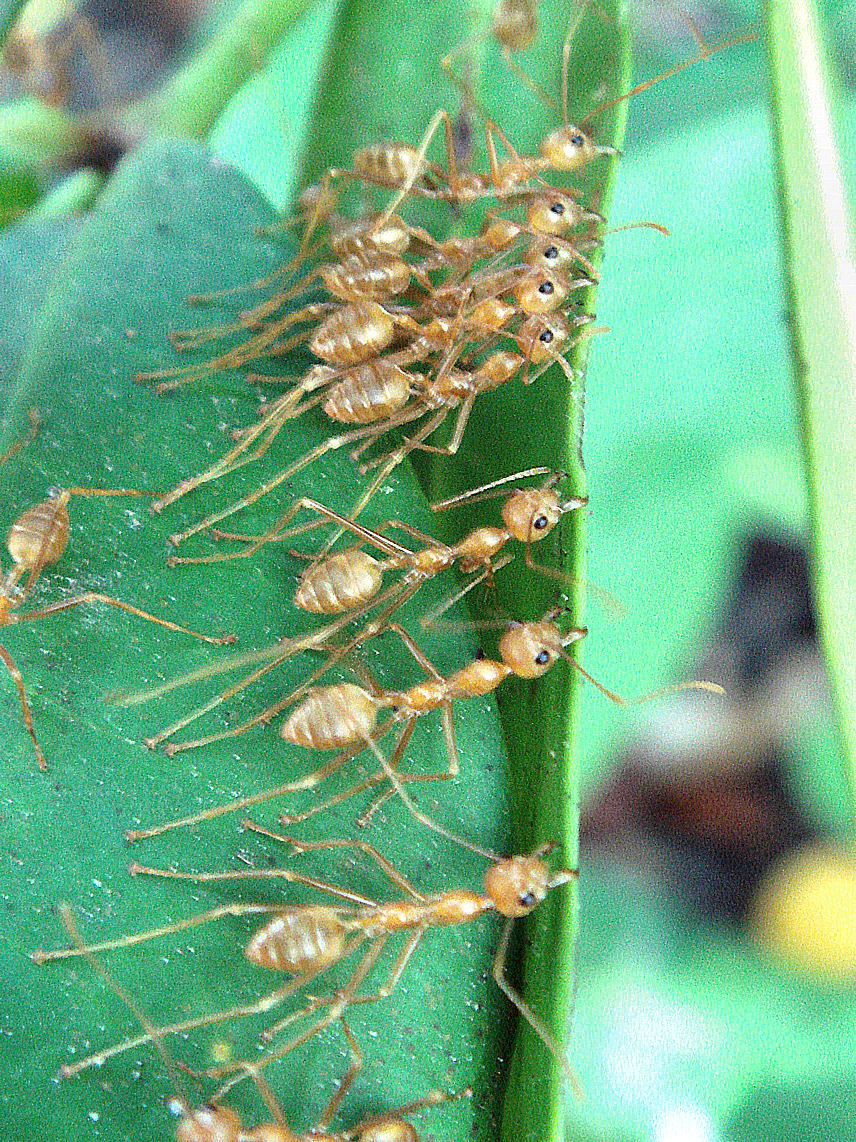
Стягивание листьев при постройке гнезда.

Муравьи́-портны́е, или муравьи-ткачи́, или экофи́лла (лат. Oecophylla) — род муравьёв из подсемейства формицины, включающий тропические и субтропические виды, приспособленных к обитанию на деревьях.

## Распространение
Встречаются в тропиках и субтропиках Старого Света (Пантропический ареал): Австралия, Меланезия, Африка, южная Азия, юго-восточная Азия. Отсутствуют в Европе и Америке.

## Описание
Длина крупных рабочих около 8—10 мм. Окраска тела от красноватой до желтовато-коричневой. Петиоль вытянутый, брюшко способно загибаться вверх и над грудкой. У Oecophylla smaragdina в Австралии брюшко зеленоватое. Личинки окукливаются голыми (без кокона), тем не менее железы, выделяющие шёлк, развиты у них очень сильно.
В различных частях южной (Индия) и юго-восточной Азии (Мьянма, Таиланд) паста из зелёных муравьёв-ткачей (Oecophylla smaragdina) служит приправой к овощному (или мясному) блюду карри. Яйца и личинки муравьёв-ткачей, так же как и их взрослые особи используются при приготовлении тайского салата «yum» (тайск. ยำ), в блюдах под названием «yum khai mod daeng» (ยำไข่มดแดง) или салат из яиц красных муравьёв (блюдо происходит из региона Issan на северо-востоке Таиланда). Муравьёв-ткачей также используют в пищу аборигены Австралии (Северный Квинсленд).

## Экология
Ведут древесный образ жизни. Используют шёлк, выделяемый их личинками, для постройки гнёзд (муравьи-ткачи) из соединяемых вместе живых листьев. Крупные колонии состоят из сотен таких гнёзд, расположенных на нескольких рядом расположенных деревьях и включают до миллиона муравьёв.
Личинки и куколки молевидных бабочек рода Niphopyralis (Pyralidae, Lepidoptera) живут в гнёздах муравьёв родов Oecophylla и Polyrhachis.

## Классификация
Относится к трибе Oecophyllini вместе с родом и видом Eoecophylla quilchenensis.

### Виды
В мировой фауне 2 современных вида и около 15 ископаемых (Миоцен, Эоцен).
Современные виды
- Oecophylla longinoda  (Latreille, 1802) — тропическая Африка
- Oecophylla smaragdina  (Fabricius, 1775) — южная и юго-восточная Азия (от Индии до Индонезии), Австралия и Океания

Ископаемые виды
В 2023 году впервые у ископаемых муравьёв исследован провентрикулус, мышечная часть желудка (на примере Oecophylla brischkei и Oecophylla crassinoda из балтийского янтаря; Zharkov & Dubovikoff 2023).
- †Oecophylla atavina Cockerell, 1915[18]
  - = †Oecophylla perdita Cockerell, 1915
- †Oecophylla bartoniana Cockerell, 1920
- †Oecophylla brischkei Mayr, 1868
- †Oecophylla crassinoda Wheeler, 1922
- †Oecophylla eckfeldiana Dlussky, Wappler & Wedmann, 2008[1]
- †Oecophylla grandimandibula Riou, 1999
- †Oecophylla kraussei (Dlussky & Rasnitsyn, 1999)[19]
  - =†Camponotites kraussei Dlussky & Rasnitsyn, 1999[20]
- †Oecophylla leakeyi Wilson & Taylor, 1964[21]
- †Oecophylla longiceps Dlussky, Wappler & Wedmann, 2008[1]
- †Oecophylla megarche Cockerell, 1915
- †Oecophylla obesa (Heer, 1849)
- †Oecophylla praeclara Förster, 1891
- †Oecophylla sicula Emery, 1891
- †Oecophylla superba Théobald, 1937
- †Oecophylla taurica Perfilieva et al. 2017[19]
- ? †Oecophylla xiejiaheensis (→ †Camponotites xiejiaheensis Hong 1983)[22]